# Giosuè Salomone
Giosuè Salomone (Biancavilla, 19 ottobre 1923 – 15 ottobre 2004) è stato un politico italiano.

## Biografia
Esponente della Democrazia Cristiana, nel 1968 viene eletto deputato, restando in carica fino al 1972. Viene poi rieletto a Montecitorio alle elezioni  del 1976 e conclude il mandato parlamentare nel 1979. 
Muore nell'ottobre 2004, quattro giorni prima di compiere 81 anni.